# Sandton
Sandton es un suburbio situado en la zona norte del Municipio Metropolitano de Johannesburgo, Sudáfrica en la provincia de Gauteng.
Su nombre proviene de la combinación de dos suburbios: Sandown y Bryanston, los cuales a su vez fueron denominados por lugares existentes en el Reino Unido.

## Historia
El municipio se estableció, debido a la expansión de la ciudad, en 1969, después de que Johannesburgo comenzara a expandirse hacia el norte. En sus inicios era un área residencial que estaba formado básicamente por pequeñas propiedades. Este aspecto casi rural de Sandton le dio una imagen de vecindario elegante.
Tras la caída del apartheid en los años 90 y con la nueva política de compensación, Sandton pasó a formar parte del Área Metropolitana de Johannesburgo siguiendo las nuevas demarcaciones impuestas por este gobierno y perdiendo su gobierno municipal.

## Papel de Sandton en el Johannesburgo delsigloXXI

### Centro financiero y de negocios
Sandton se ha convertido en el nuevo centro financiero de Sudáfrica y el principal centro de negocios de Johannesburgo. Gran parte del volumen financiero de Johannesburgo se ha trasladado desde el Distrito de Negocios a Sandton, sobre todo en los últimos 15 años. No obstante, tres de los cuatro mayores bancos de Sudáfrica han mantenido sus oficinas centrales en Johannesburgo, junto con Transnet, empresa paraestatal de transporte. El otro gran banco, Nedbank, tiene sus oficinas centrales en Sandton.
Pese a que estos grandes bancos no se han trasladado hacia el norte sí que lo han hecho bancos de inversiones, consultoras y similares. De gran importancia es el traslado de la bolsa de Johannesburgo, que trasladó sus oficinas a Sandton desde el Distrito de Negocios a finales de la década de los 90. Como contrapartida a todo lo que gana Sandton está todo lo que pierde el Distrito Financiero de Johannesburgo, lo que está llevando a esta zona a una alta tasa de deterioro urbano.
En Sandton se encuentra el Centro de Convenciones de Sandton (Sandton Convention Centre), uno de los mayores del continente, que fue la sede donde se celebró la Cumbre Mundial de Desarrollo Sostenible en el año 2002, así como otras importantes celebraciones, tales como las celebraciones de la victoria del Congreso Nacional Africano en las elecciones de 2004.

### Turismo y compras
Una de las atracciones principales de Sandton es Sandton City, que se encuentra entre los mayores centros comerciales de África. Junto a la Plaza de Nelson Mandela, el centro, con 144 000 m² de espacio de compras, es uno de los mayores del hemisferio sur, mayor que el Westfield Parramatta de Sídney o el Southland Shopping Centre de Melbourne.
La mayoría del turismo de negocios de Johannesburgo se concentra en Sandton, con una serie de hoteles de 5 estrellas.
La Plaza Nelson Mandela (Nelson Mandela Square), cuyo nombre anterior era Plaza de Sandton (Sandton Square), fue renombrada en marzo de 2004, tras la inauguración de la estatua de bronce de seis metros del antiguo presidente. Cerca de esta plaza se encuentra Liliesleaf Farm, donde Mandela fue arrestado junto a otros activistas en los años sesenta y juzgados en el Proceso de Rivonia. Esta zona está poblada ahora con oficinas y otros desarrollos urbanísticos y poco queda de la granja que allí había.

## "La milla cuadrada más rica de África"
La zona donde se encuentra Sandton podríamos definirla como una de las más opulentas de Sudáfrica, y por extensión de África, aunque no muy lejos de Alexandra, uno de los más pobres antiguos guetos para negros del apartheid. La superficie de Sandton es de aproximadamente 156 km², mientras que la de Alexandra es de poco más de 8 km², siendo la población estimada de ambos núcleos muy similar.
Debido a la escasez de tierra disponible, la tendencia de los nuevos desarrollos urbanísticos es mirar hacia el cielo. Un ejemplo claro de esta tendencia son las Torres Michelangelo (Michelangelo Towers), que con sus 140 metros de altura ofrecen un estilo de vida tipo Manhattan en Johannesburgo. De esta manera, el nuevo edificio de apartamentos se ha convertido en el cuarto edificio más alto de Johannesburgo. El diario local Sunday Times afirma que el ático más caro fue vendido por unos 28 millones de rands (alrededor de 5 millones de dólares).